# Wladimir Wassiljewitsch Simonow
Wladimir Wassiljewitsch Simonow (russisch Владимир Васильевич Симонов; * 17. August 1935 in Kowrow, Oblast Wladimir, Russische SFSR, Sowjetunion; † 6. Mai 2020 in Podolsk, Oblast Moskau, Russland) war ein sowjetischer, dann russischer Ingenieur und Erfinder.

## Leben
Simonow besuchte das Podolsker Industrie-Technikum und das Moskauer Radiomechanische Technikum. 1964 absolvierte er ein Studium zum Maschineningenieur am Polytechnischen Ferninstitut in Moskau. Er war als Ingenieur im Rüstungsbetrieb Tulski Oruscheiny Sawod tätig. Er entwickelte maßgeblich das Unterwasser-Sturmgewehr APS und die Unterwasser-Pistole SPP-1. Für seine Arbeit wurde er mit dem Ehrentitel Verdienter Erfinder Russlands ausgezeichnet.